# O scrisoare pierdută (film)
O scrisoare pierdută este un film clasic românesc din 1954 regizat de Sică Alexandrescu și Victor Iliu pe baza piesei de teatru omonime scrisă de Ion Luca Caragiale. A fost filmat în perioada socialistă pe peliculă alb-negru după un spectacol din 1953 al trupei Teatrului Național „Ion Luca Caragiale” din București.

## Distribuție
- Niki Atanasiu — Ștefan Tipătescu[1]
- Alexandru Giugaru — Zaharia Trahanache[1]
- Marcel Anghelescu — Ghiță Pristanda[1]
- Costache Antoniu — un cetățean turmentat[1]
- Radu Beligan — Agamemnon Dandanache[1]
- Ion Finteșteanu — Tache Farfuridi[1]
- Grigore Vasiliu-Birlic — Iordache Brânzovenescu[1]
- Ion Talianu — Nae Cațavencu[1]
- Ion Henter — Ionescu[1]
- I. Iliescu — Popescu[1]
- Elvira Godeanu — Zoe Trahanache[1]